# Fergusonia
Fergusonia es un género de plantas con flores perteneciente a la familia de las rubiáceas. Incluye una sola especie: Fergusonia zeylanica Hook.f. (1872).
Es nativo de India y Sri Lanka.